# Wanouchi (Gifu)
Wanouchi (輪之内町 Wanouchi-chō?) es un pueblo localizado en la prefectura de Gifu, Japón. En octubre de 2019 tenía una población estimada de 9.722 habitantes y una densidad de población de 435 personas por km². Su área total es de 22,33 km².

## Geografía

### Localidades circundantes
- Prefectura de Gifu
  - Anpachi
  - Hashima
  - Kaizu
  - Ōgaki
  - Yōrō

## Demografía
Según los datos del censo japonés, esta es la población de Wanouchi en los últimos años.
| 1995  | 2000  | 2005  | 2010   | 2015  |
| ----- | ----- | ----- | ------ | ----- |
| 8.669 | 9.141 | 9.419 | 10.028 | 9.973 |